# Sébastien Jondeau
Sébastien Jondeau (Parigi, 1975) è un modello francese.
Ex boxer professionista, prima di debuttare come modello è stato per dodici anni assistente personale di Karl Lagerfeld. Ha anche recitato al fianco di Edita Vilkevičiūtė in un cortometraggio muto, diretto da Karl Lagerfeld ed ispirato alla vita di Coco Chanel.
Oltre ad aver sfilato per Lagerfeld, Jondeau ha anche lavorato per importanti marchi internazionali come Chanel, Dom Pérignon. È inoltre comparso sulle edizioni italiane e tedesche di Vogue.
Nel 2010 è stato uno dei cinque protagonisti maschili dell'edizione del 2011 del celebre Calendario Pirelli.

## Agenzie
- Banana Models